# イエンバ語
イエンバ語（イエンバご、イエンバ語: Dschang、英: Yemba language、Yɛmba、Yemba、Yémba）は、草原バントゥー語群に属する言語である。カメルーン西部州に30万人以上の話者がいる。

## 方言
- Foreke Dschan (ybb-for)
- Yemba (ybb-yem)